# Shikin Shimizu
Shikin Shimizu (清水 紫琴 Shimizu Shikin?,  Bizen, Prefectura de Okayama, 11 de enero de 1868 - Tokio, 31 de julio de 1933), cuyo verdadero nombre era Toyoko Shimizu (清水 豊子 Shimizu Toyoko?), fue una novelista y activista de los derechos de la mujer japonesa. Siendo conferenciante sobre la igualdad y cuestiones sociales, Shimizu se vio obligada a recurrir a la escritura cuando la ley prohibió a las mujeres participar en la política. Se convirtió en una de las primeras mujeres periodistas profesionales en Japón.

## Biografía

### Primeros años
Toyoko Shimizu el 11 de enero de 1868 en la ciudad de Bizen, prefectura de Okayama, hija de Sadamoto Shimizu. Pasó la mayor parte de su infancia en Kioto, donde su padre trabajaba como burócrata del gobierno. Se graduó de la Kyoto Municipal Women's Teacher Training School a la edad de catorce años, y se le consideraba una joven altamente educada en una sociedad que creía que la educación más allá de la escuela primaria para mujeres era inservible. Incapaz de continuar su educación, Shimizu hizo uso de la biblioteca de su padre, la cual contenía clásicos literarios occidentales así como obras de intelectuales japoneses.
En 1885, contrajo matrimonio con Masaharu Okazaki, quien estuvo involucrado con el Movimiento por la Libertad y los Derechos del Pueblo en Kioto. La pareja se divorció dos años más tarde, probablemente porque Okazaki tenía una concubina, pero irónicamente y, a través de los contactos de su marido, Shimizu conoció a Ueki Emori, Kageyama Hideko y otros que estaban involucrados en el activismo social. Shimizu comenzó a dar conferencias sobre cuestiones sociales en todo el país. Fue una de las activistas que presentó una petición en 1888 con la esperanza de reformar el código penal, que entre otras cosas convertía el adulterio de las mujeres en un delito punible. También habló en contra de la poliginia y su impacto en las mujeres. Ese mismo año, Shimizu fue una de las mujeres que escribieron ensayos para el prefacio de Tōyō no fujo (Mujeres de Oriente, 1889) de Ueki.

### Activismo y literatura
A la edad de 23 años, Shimizu se mudó a Tokio para trabajar en el periódico Jogaku zasshi del defensor de la educación femenina Zenji Iwamoto, solo unos meses después de que se aprobara un acto legislativo que prohibía a las mujeres participar en asambleas políticas. En oposición a esta prohibición, Shimizu escribió ensayos a favor de la inclusión de las mujeres, tal como Tōkon jogakusei no kakugo wa ikan? («¿Cuán determinadas son las mujeres estudiantes de hoy?») de 1890. En seis meses, se convirtió en la editora en jefe de la revista y comenzó a trabajar simultáneamente como instructora de escritura en la Escuela para Niñas de Meiji. Alrededor de este mismo tiempo, Shimizu comenzó una aventura amorosa con Kengarō Ōi, quien era marido de su mejor amiga, Hideko. Shimizu quedó embarazada durante el curso de la relación y tomó una licencia laboral, regresando a su hogar en Kioto, donde su padre estaba gravemente enfermo. Cuidó de su padre y dio a luz a un hijo. Ōi, presionando a Shimizu para que se casara con él, confundió las direcciones de las cartas que envió a las dos mujeres y Hideko se enteró de la aventura. La brecha entre Shimizu y Hideko nunca sanaría. Sufrió un colapso nervioso y fue hospitalizada en 1892, mientras que su hijo fue enviado a vivir con familiares.
Shimizu volvió a trabajar a la Jogaku zasshi ese mismo año y su hermano le presentó a Yoshinao Kozai, un miembro de la facultad de la Escuela de Agricultura de Tokio; la pareja comenzó a intercambiar correspondencia.  A pesar de la pobre opinión de la época hacia las mujeres divorciadas y madres solteras, la relación entre ambos floreció. Se casaron más tarde ese año y Shimizu tuvo su primer hijo el año siguiente. En 1895, su esposo viajó al extranjero para estudiar en Alemania, mientras que Shimizu regresó a Kioto, donde vivía con su suegra y escribía como corresponsal. Shimizu utilizó varios seudónimos, incluyendo Tsuyuko, Toyo y Fumiko, predominantemente usando «Shikin» después de 1896. Empleó diferentes nombres para diferentes géneros, tal como usar Tsuyuko para ficción. Su esposo regresó de sus estudios alrededor de 1900 y los últimos escritos conocidos de Shimizu aparecieron al año siguiente. Se mudó con este a Tokio, donde se convirtió en presidenta de la Universidad de Agricultura de Tokio y se retiró de la escritura. Si bien se especuló que su esposo la obligó a dejar de escribir, su naturaleza entra en conflicto con esa conclusión. Crio a seis hijos y cuidó a su padre anciano y hermano después de dejar de escribir, manteniendo su hogar y las responsabilidades sociales de ser presidenta de la universidad. Shimizu murió en 1933.
Shimizu fue la primera periodista profesional en Japón, quien se vio obligada a escribir cuando se prohibió el activismo público. Aunque experimentó con varios estilos de escritura. Empleó el genbun itchi, un estilo de escritura más coloquial y menos narrativo que imita más de cerca el habla, antes de decidirse gesaku, que se centra en cuestiones sociales. Escribió sobre el derecho a la igualdad, evaluando temas como la educación de las mujeres, el matrimonio, el divorcio, los estándares hacia los hombres y las mujeres, y la discriminación hacia los Burakumin. Se esforzó por impartir sus trabajos alentando a las mujeres a buscar su propia emancipación y tener el valor de expresarse.

## Obras destacadas
- «Tōkon jogakusei no kakugo wa ikan?» (1890)
- «Onna bungakusha nanzo derukoto no osoki ya?» (1890)
- «Nani yue ni joshi wa seidan shukai ni sanchō suru to yurusarezuka?» (1891)
- «Koware Yubiwa» (1891)
- «Ichi seinen iyō no jukkai» (1892)
- «Naite Aisuru Shimai ni Tsugu»
- «Hanazono zuihitsu» (1895–1899)
- «Tōsei futarimusume» (1897)
- «Kokoro no oni» (1897)
- «Shitayuku mizu» (1898)
- «Imin gakuen» (1899)
- «Natsuko no mono omoi» (1901)[7]